# Osetia de Sud
Osetia de Sud este o republică autonomă din Georgia care și-a proclamat unilateral independența în 1990.
Neoficial, independența Osetiei de Sud este sprijinită de Rusia, existând planuri de unire a acestui teritoriu cu Osetia de Nord, republică autonomă din cadrul Rusiei.
La 26 august 2008 președintele Rusiei, Dmitri Medvedev, a declarat că guvernul de la Moscova recunoaște oficial independența celor două regiuni separatiste georgiene, Osetia de Sud și Abhazia.